# James Tour
James M. Tour é um químico orgânico sintético americano, especializado em nanotecnologia. Tour é o Professor de Química T. T. e W. F. Chao, Professor de Ciência dos Materiais e NanoEngenharia, e Professor de Ciência da Computação na Universidade Rice em Houston, Texas, Estados Unidos.

## Carreira
Ele é bem conhecido por seu trabalho em eletrônica molecular e moléculas de comutação moleculares. Ele também esteve envolvido em outros trabalhos, como a criação de um nanocarro e NanoKids, um DVD de aprendizado interativo para ensinar os fundamentos da química e física para crianças, SciRave, Dance Dance revolution e pacotes Guitar Hero para ensinar conceitos científicos a alunos do ensino médio e SciRave-STEM para crianças do ensino fundamental, e muito trabalho em nanotubos de carbono e grafeno O trabalho da Tour sobre a química de materiais de carbono é amplo e abrange a purificação de fulereno, compósitos, tintas condutoras para etiquetas de identificação de radiofrequências, Nanoreportadores de carbono para identificação de poços de petróleo, síntese de grafeno a partir de cookies e insetos, dispositivos eletrônicos grafíticos, entrega de drogas com partículas de carbono para tratamento de lesão cerebral traumática, a fusão de grafeno 2D com nanotubos 1D para fazer um material híbrido conjunto, um novo material 2D de grafeno-nanotubo chamado grafeno de vergalhões, pontos quânticos de grafeno do carvão, compostos de barreira de gás, filmes de desprendimento de nanofibras de grafeno, supercapacitores e estruturas de dispositivos de bateria, e a divisão da água em H2 e O2 usando calcogenetos metálicos. Seu trabalho com a síntese do óxido de grafeno, seu mecanismo de formação, e seu uso na captura de radionuclídeos da água é extenso. A Tour desenvolveu memórias eletrônicas baseadas em óxidos que também podem ser transparentes e construídas em substratos flexíveis. Mais recentemente, ele tem usado estruturas metálicas porosas para fabricar dispositivos de energia renovável, incluindo baterias e supercapacitores, bem como memórias eletrônicas. Tour também é conhecido por seu trabalho em nanocars, veículos de molécula única com quatro rodas rotativas independentes, eixos e motores ativados por luz. Tour foi o primeiro a mostrar que os motores baseados em Feringa podem ser usados para mover uma molécula em uma superfície usando luz ao contrário da corrente elétrica de uma ponta STM. Sua carreira independente inicial focou-se na síntese de polímeros conjugados e oligômeros precisos. Tour também foi um dos fundadores da Molecular Electronics Corporation. Ele realiza nomeações conjuntas nos departamentos de química, ciência da computação e ciência dos materiais e nanoengenharia na Universidade Rice. Tour recebeu diplomas da Syracuse University (BS, 1981), Purdue University (PhD, 1986) e completou o trabalho de pós-doutorado na University of Wisconsin-Madison (1986-1987) e  Universidade de Stanford (1987-1988).
O trabalho de Tour é focado principalmente na química de materiais de carbono e nanotecnologia. Tour tem mais de 700 publicações de pesquisa e mais de 130 famílias de patentes, com um índice h de 150 com citações totais acima de 107.000.
No artigo da Scientific American  "Better Killing Through Chemistry", que apareceu alguns meses depois dos ataques de 11 de setembro de 2001, Tour é creditado por destacar a facilidade de se obter precursores de armas químicas nos Estados Unidos.
Em 2001, Tour assinou a declaração "Dissidência científica contra o darwinismo" do Discovery Institute, uma petição controversa que o movimento do design inteligente usa para promover o design inteligente contra a evolução darwiniana. Para aqueles que "estão desconcertados ou até mesmo irritados que eu assinei a declaração em 2001" ele respondeu "Eu fui rotulado como um proponente do design inteligente (DI). Eu não sou. Eu não sei como usar a ciência para provar o design inteligente, embora outros possam. Eu sou simpático aos argumentos sobre o assunto e acho alguns deles intrigantes, mas a prova científica não está lá, na minha opinião. Então eu prefiro ficar livre dessa etiqueta de identificação".
Ele também disse que achava que as explicações oferecidas pela evolução eram incompletas e achava difícil acreditar que a natureza pudesse produzir o maquinário das células por meio de processos aleatórios. Em seu site, ele escreve que "Pelo que eu vejo, a microevolução é um fato" e "não há argumento em relação à microevolução. O núcleo do debate para mim, portanto, é a extrapolação da microevolução para a macroevolução".
No livro de Lee Strobel The Case For Faith - o seguinte comentário é atribuído a Tour:  "Eu construo moléculas para ganhar a vida, não posso começar a dizer o quão difícil é esse trabalho. Eu admiro a Deus por causa do que ele fez através de sua criação. Apenas um novato que nada sabe sobre ciência diria que a ciência tira a fé. Se você realmente estudar ciência, isso o aproximará de Deus".

## Prêmios
Tour foi introduzido na Academia Nacional de Inventores em 2015.  Ele foi nomeado entre "Os 50 Cientistas Mais Influentes do Mundo de Hoje" pela TheBestSchools.org em 2014. Tour foi nomeado "Cientista do ano" pela R&D Magazine em 2013. Tour ganhou o prêmio "ACS Nano Lectureship Award" da American Chemical Society em 2012. Tour foi classificado como um dos 10 maiores químicos do mundo na última década pela Thomson Reuters in 2009. Naquele ano, ele também foi feito um membro da American Association for the Advancement of Science.  Outros prêmios notáveis ganhos pela Tour incluem o Prêmio de Nanotecnologia Feynman de 2008, o Prêmio do Ato Espacial da NASA em 2008 por seu desenvolvimento de elastômeros reforçados com nanotubos de carbono, o Prêmio Arthur C. Cope Scholar da American Chemical Society (ACS) por suas realizações em química orgânica em 2007, o prêmio Inovador do Ano da revista Small Times em 2006, o prêmio the Southern Chemist of the year Award da ACS em 2005, o prêmio Honda Innovation Award pelos Nanocars em 2005, o prêmio NSF Presidential Young Investigator Award em 1990, e o Office of Naval Research Young Investigator Award em 1989.  Em 2005, o artigo de Tour na revista "Directional Control in Thermally Driven Single-Molecule Nanocars" foi classificado como o artigo de periódico mais acessado pela American Chemical Society. O Tour já venceu duas vezes o Prêmio George R. Brown de Ensino Superior na Rice University em 2007 e 2012.

## Uma dissidência científica contra o darwinismo
Em fevereiro de 2006, o The New York Times reportou que Tour era um dos que compunham um pequeno número de pesquisadores de destaque nacional entre os quinhentos cientistas e engenheiros que apareceu na petição controversa "Dissidência científica contra o darwinismo" do Discovery Institute, que afirma "Somos céticos em relação às alegações de que a capacidade de mutação aleatória e seleção natural é responsável pela complexidade da vida. O exame cuidadoso das evidências da teoria darwiniana deve ser encorajado". A declaração de duas frases tem sido amplamente usada por seu patrocinador, o Discovery Institute, e alguns de seus apoiadores em uma campanha nacional do Discovery Institute para desacreditar a evolução e promover o design inteligente.  
Um artigo do The New York Times descreveu Tour dizendo que as explicações oferecidas pela evolução são incompletas, e achou difícil acreditar que a natureza pudesse produzir o maquinário das células por meio de processos aleatórios. Apesar disso, ele disse que mantém a mente aberta sobre a evolução. Ele foi citado dizendo "Eu respeito esse trabalho" e estando aberto à possibilidade de que futuras pesquisas completem as explicações.

## Entropia Genética
James Tour e John C. Sanford defendem um caminho evolutivo sob perspectiva de entropia genética

## Religião
Tour é um judeu messiânico.